# سانتا روزا دو بياوي
سانتا روزا دو بياوي بلدية في ولاية بياوي في المنطقة الشمالية الشرقية من البرازيل.